# Lech Mankiewicz
Lech Mankiewicz (ur. 22 marca 1959) – polski astronom i fizyk, popularyzator nauk przyrodniczych. 

## Życiorys
Od 2001 związany z Centrum Fizyki Teoretycznej PAN w Warszawie, a od 2007 do końca 2019 był dyrektorem tej placówki. Wcześniej przez kilkanaście lat pracował  w Centrum Astronomicznym im. Mikołaja Kopernika PAN. Polski koordynator programu EU-HOU (Hands-On Universe, Europe), aktywny w Khan Academy.
W 2011 został wyróżniony przez Polskie Towarzystwo Astronomiczne medalem im. Włodzimierza Zonna za wkład w upowszechnianie wiedzy astronomicznej oraz umożliwienie uczniom i nauczycielom polskich szkół prowadzenie własnych regularnych obserwacji astronomicznych w ramach programu „Hands-On Universe”. Znany ze swojego zaangażowania i interdyscyplinarnego podejścia do popularyzacji astronomii i innych dziedzin nauki. 
Uczniowie biorący udział w programie badawczym International Asteroid Search Campaigns (IASC - Charleston H21) zaproponowali by planetoidzie pasa głównego (279377) 2010 CH1 nadać nazwę Lechmankiewicz.